# Randa Kassis
Randa Kassis (رندة قسيس) je francouzsko-syrská politička a přední sekulární postava syrské opozice. Je prezidentkou platformy Astana syrské opozice a zakladatelkou Hnutí pluralitní společnosti.

## Životopis
Randa Kassis je bývalá prezidentka Koalice sekulárních a demokratických Syřanů a členka syrské národní rady. Koalice sekulárních a demokratických Syřanů, jádro sekulární a demokratické syrské opozice, byla vytvořena spojením tuctu muslimských, křesťanských, arabských a kurdských stran, které vyzvaly menšiny v Sýrii k podpoře boje proti bašárské vládě Bašár al-Asad..
Kassis je také antropoložka. Vydala také knihu s názvem „Krypty bohů“, která je knihou o náboženstvích, jejich původu a způsobech fungování. Od začátku syrské občanské války 15. března 2011 se stala přední komentátorkou syrského konfliktu a širší složitosti arabského jara a budoucnosti regionu Blízkého východu.
V roce 2010 hrála Kassis klíčovou roli komentováním a psaním o tuniské revoluci. Když arabské jaro nabralo na obrátkách, inspirovalo ji to k návratu do syrského politického života a k založení Hnutí za pluralitní společnost v říjnu 2012.
Kassis již není členkou syrské národní rady, protože byla vyloučena z důvodu mnoha prohlášení varujících syrskou opozici ohledně vzestupu muslimských fundamentalistů.
Randa Kassis iniciovala platformu Astana v roce 2015 poté, co požádala prezidenta Kazachstánu o vytvoření platformy, která by mohla seskupovat umírněné syrské oponenty. Počátek Astana platformy zaštítil kazašský velvyslanec Bagdád Amreyev a úvodnímu zasedání předsedal kazašský ministr zahraničních věcí Erlan Idrissov. Druhé kolo moderoval Fabien Baussart, prezident Centra politických a zahraničních věcí (CPFA).
Randa Kassis se zúčastnila ženevských mírových rozhovorů 2016 pod hlavičkou skupin Moskva / Astana. Ze syrské sekulární a demokratické delegace opozice. Ostatní členové opozice ji kritizují za obhajobu politické přeměny ve spolupráci s režimem Bašár al-Asad a za podporu ruské intervence v občanské válce.
Dne 13. ledna 2018 se Randa Kassis spolu s dalšími členy platformy Astana zúčastnila syrského národního kongresu jako prezidentka platformy Astana. Kassis zdůraznila, jak důležité je vytvoření ústavního výboru s cílem usnadnit mírový proces v Sýrii, na jehož vytvoření se později OSN a Astanská trojka - Rusko, Írán a Turecko dohodly.